# Sagesse Motor Company
Sagesse Motor Company war ein britischer Hersteller von Automobilen.

## Unternehmensgeschichte
Matt Ritson gründete 1990 das Unternehmen in Gosforth bei Newcastle upon Tyne in der Grafschaft Tyne and Wear. Er begann mit der Produktion von Automobilen und Kits. Der Markenname lautete Sagesse. 1991 endete die Produktion. Insgesamt entstanden genau drei oder etwa vier Exemplare.

## Fahrzeuge
Das einzige Modell war der Helios. Die Basis bildete ein Spaceframen-Rahmen aus Rohren. Darauf wurde eine Karosserie mit 2 + 2 Sitzen montiert. Zur Wahl standen Coupé und Coupé mit T-Top, einer Art Targadach. Ein Vierzylindermotor von Ford war in Mittelmotorbauweise montiert und trieb die Hinterachse an.